# Gary Holt (Musiker)

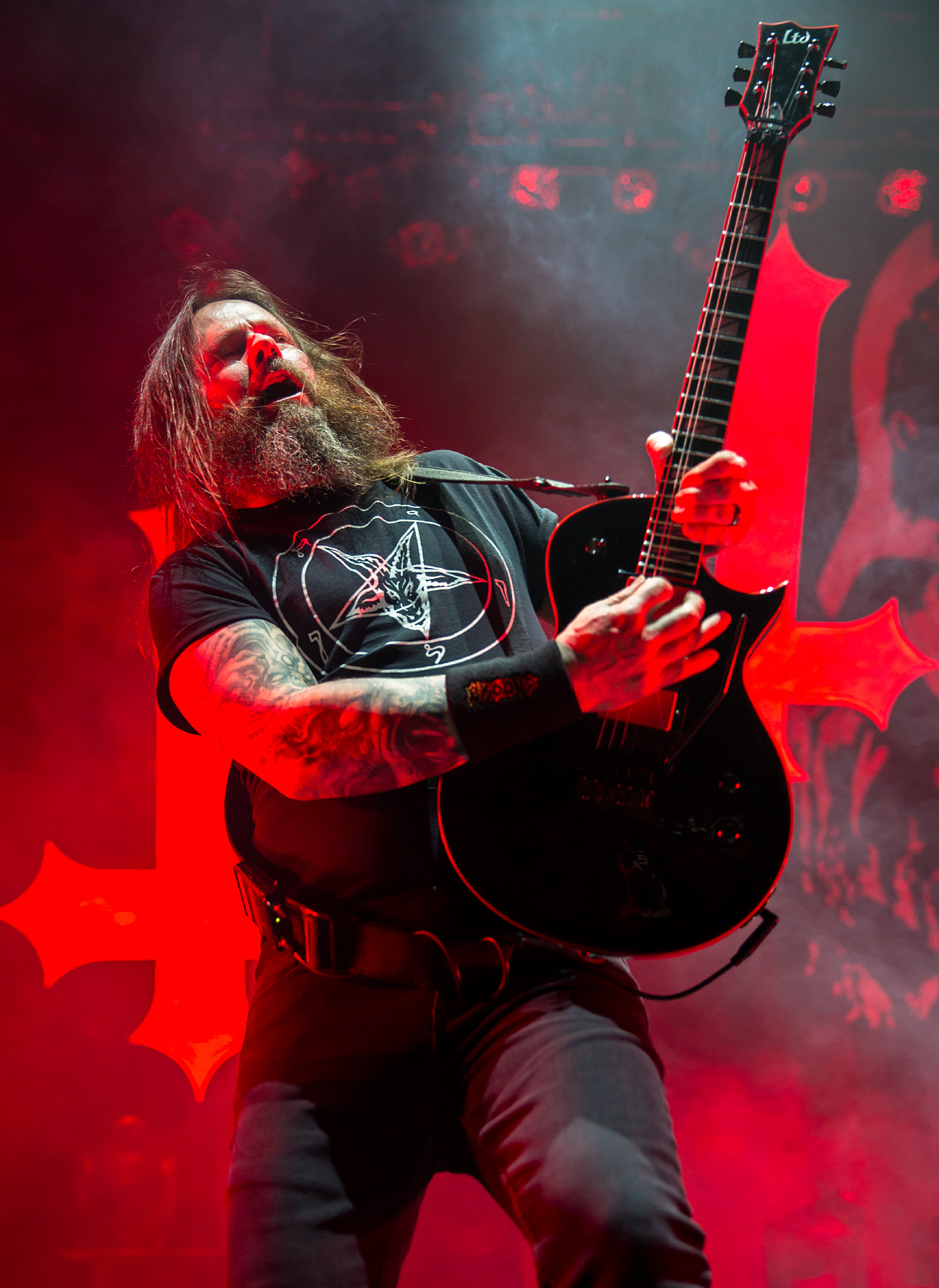
Gary Holt (2014)

Gary Wayne Holt (* 4. Mai 1964 in San Pablo, Kalifornien) ist ein US-amerikanischer Gitarrist und Musikproduzent. Er ist Leadgitarrist und Hauptsongschreiber der Band Exodus und war von 2014 bis 2019 ebenfalls offizielles Mitglied der Band Slayer als Ersatz für den 2013 verstorbenen Jeff Hanneman.

## Biografie
Gary Holt arbeitete in den frühen 1980er Jahren als Roadie für die Band Exodus. Nachdem der Gitarrist Tim Agnello die Band im Jahre 1981 verließ, erlernte Holt das Gitarrespielen von Kirk Hammett und wurde ein halbes Jahr später Mitglied der Band. Er wurde zum Hauptsongwriter und Kopf der Band. Zusammen mit Rick Hunolt bildete Holt das so genannte „H-Team“ (H wie Hunolt und Holt). Gary Holt ist außerdem das einzige Exodus-Mitglied, das auf jedem Album zu hören ist.
Nach der zwischenzeitlichen Auflösung von Exodus im Jahre 1992 war Holt in der Band Wardance aktiv, die jedoch nur ein Demo veröffentlicht haben. Ende der 1990er Jahre bewarb sich Gary Holt als Gitarrist bei der Band Machine Head, wurde jedoch nicht in die Band aufgenommen.
Holt verwendet Gitarren von Schecter Guitar Research und hat ein Signature-Modell der Marke, vorher benutzte er Ibanez, B.C. Rich und Jackson Guitars. Ende 2014 bekam er von ESP drei Signature-Modelle in Form einer LTD Eclipse mit seiner typischen rot-schwarzen Lackierung. Im Oktober 2008 veröffentlichte er das Gitarrenlehrvideo A Lesson in Guitar Violence. Er war außerdem Produzent bei Waking into Nightmares, dem zweiten Album von Warbringer.
Am 12. Februar 2011 wurde bekannt, dass Holt als Ersatz für den erkrankten Jeff Hanneman bei Slayer einsteigen wird. Er stieß für Slayers Australian Soundwave Festival Tour, die am 26. Februar begann, zur Band. Auch bei den Konzerten der „Big Four“ mit Anthrax, Megadeth und Metallica im Juli 2011 sowie auf weiteren Tourneen war Holt noch als Aushilfe bei Slayer.
Seit 2014 bis zur Auflösung 2019 galt Holt als Vollmitglied für den mittlerweile verstorbenen Jeff Hanneman bei Slayer und beteiligte sich bei der Aufnahme des Albums Repentless, das am 11. September 2015 erschien. Das erste mit Soli von Holt veröffentlichte Lied When the Stillness Comes erschien am 17. April 2015 via Nuclear Blast auf YouTube.

## Musikalische Einflüsse
Holts hauptsächliche Einflüsse als Gitarrist sind Ritchie Blackmore, Michael Schenker, Angus Young, Tony Iommi, Uli Jon Roth, Matthias Jabs und Ted Nugent. Seine Lieblingsbands sind Venom, Motörhead, Black Sabbath, früher Iron Maiden und Judas Priest.

## Persönliches
Gary Holt ist in einer Beziehung mit Lisa Perticone und hat zwei gemeinsame Kinder. Perticone hat außerdem eine jugendliche Tochter. Das Paar lebt gegenwärtig in Pinole, Kalifornien.
Neben der Musik mag Holt internationale und Historienfilme. Er ist außerdem ein eifriger Zuschauer von Nachrichtensendern seinem Interesse an US-amerikanischer Politik entsprechend. Nach Holts Aussage, ist das Lied War is my Shepherd von dem Album Tempo of the Damned eine Abhandlung über Amerikas „Pro-Gott“- und „Pro-Krieg“-Einstellung und seine Meinung, dass sich diese beiden Einstellungen nicht vereinbaren lassen.
Holt unterstützte Barack Obama bei den Präsidentschaftswahlen 2008 und sagte:

“I used to have a lot of respect for McCain, but he realized after the dirty defeat that he suffered at the hands of George W. Bush in the South Carolina primary in the (2000) election that he can only get elected if he plays the Karl Rove tactic b.s. He’s doing it. It’s just one debunked lie after the other. He’s the kind of guy who will tell you the sky is red, you look up and it’s blue, and he won’t admit he’s wrong. He’s playing dirty politics. Palin is just terrifying, the thought of this lady being a heart attack away from having the nuclear codes. She’s crazy and she’s dumb.”

„Ich hatte viel Respekt für McCain, aber nach der schmutzigen Niederlage, die er bei der South-Carolina-Vorwahl 2000 gegen George W. Bush einstecken musste, hat er gemerkt, dass er nur gewinnen kann, wenn er die Karl-Rove-Taktik spielt, Mist zu erzählen. Es ist nur eine entlarvte Lüge nach der anderen. Er ist die Art von Typ, der dir erzählt, der Himmel ist rot, und wenn du hochschaust und er ist blau, wird er immer noch nicht zugeben, dass er unrecht hatte. Er spielt dreckige Spielchen. Der Gedanke, dass Palin nur einen Wimpernschlag davon entfernt ist, die Atombombencodes zu kennen, ist furchterregend. Sie ist verrückt und sie ist dumm.“

Bei der Wahl 2004 hielt Holt zu John Kerry, räumte allerdings ein:

“[T]hey're all dirty crooks, all politicians. But at least [Kerry] wasn't a coward. He fought in Vietnam whereas George W. Bush Jr. was a draft dodger.”

„Sie sind alle verdammte Gauner, alle Politiker. Aber Kerry war wenigstens nicht feige. Er hat in Vietnam gekämpft, wohingegen George W. Bush Junior sich gedrückt hat.“

## Diskographie

### Mit Exodus
siehe Exodus (Band)#Diskografie

### Mit Slayer
- 2015: Repentless

### Lehr-DVDs
- 2008: A Lesson in Guitar Violence

### Als Gastmusiker
- 2008: Destruction – Urge (The Greed of Gain) (auf dem Album D.E.V.O.L.U.T.I.O.N.)
- 2010: Heathen – Control by Chaos (auf dem Album The Evolution of Chaos)
- 2010: Witchery – The Reaver (auf dem Album Witchkrieg)
- 2019: Volbeat – Cheapside Sloggers (auf dem Album Rewind, Replay, Rebound)

### Als Produzent
- 2009: Warbringer – Waking into Nightmares